# Головятка
Головятка (укр. Голов'ятка) — правый приток реки Тясмин, протекающий по Черкасскому району (Черкасская область, Украина).

## География
Длина — 8 км. Площадь водосборного бассейна — 84 км².
Берёт начало юго-восточнее Головятино. Река течёт на северо-запад, в нижнем течении, из-за преобразования русла в канал, делает поворот на юго-восток. Впадает в реку Тясмин (на 64-км от её устья) между сёлами Гуляйгородок и Нечаевка.
Русло средне-извилистое, в нижнем течении выпрямлено в канал (канализировано). На реке созданы пруды. Питание смешанное с преобладающим снеговым. Ледостав длится с начала декабря по середину марта. Пойма с очагами лесных насаждений.
Притоки (от истока до устья): безымянные ручьи.
Населённые пункты на реке (от истока до устья):
1. Головятино